# 南釗
南釗（1432年—1510年），字希古，陝西西安府華州渭南縣人，明朝政治人物，進士出身。

## 生平
景泰四年（1453年）癸酉科陝西鄉試第四十六名舉人，天順四年（1460年）中式庚辰科會試第一百一名，三甲第六十名進士。母親寗氏去世，服阕，逾四年不赴京謁選。天順八年（1464年）授户部浙江司主事，成化元年（1465年）因父喪去職，服阕补本部山东司主事，监隆庆等四卫仓，又监苏州、永平、山海等仓。六年（1470年）三载考绩，勅进阶承德郎。九年陞本司员外郎，监山东德州仓，闻嫡母丧去职，服阕陞山西司署郎中，奉勅督理宣府等处粮储及屯种。十七年陞山东司郎中，诰进阶奉直大夫。奉勅覈山西地方灾场，復奉勅整理大同等处粮储，二十一年迁河南布政司右参政，阶大中大夫，专理河防。二十三年入觐京师，以考察令致仕。正德元年丙寅，覃恩进阶嘉议大夫。五年庚午二月七日病卒，春秋七十有九，其生为宣德七年壬子九月二十七日。所著有《休亭小稿》藏于家。

## 家族
曾祖南安義；祖父南選；父南義，汝寧府司獄。嫡母馬氏，生母甯氏。
配寗氏，赠宜人，先公二十六年卒。侧室刘氏。子男六：南遂；南汉，长山县儒学教谕；南山，县学生；南川，承差；南洲；南溪。